# Paul Régnauld
Pour les articles homonymes, voir Regnauld.
Paul Régnauld (1827-1879) est un polytechnicien, ingénieur en chef de la Compagnie des Chemins de fer du Midi, urbaniste et architecte.

## Biographie
Paul Régnauld naît à Paris le 16 novembre 1827. Neveu d'Émile Pereire et d'Olinde Rodrigues, il est le fils de Romain Régnauld (1796-1859) et d'Anaïs Rodrigues-Henriques (1801-1882). Il épouse la sœur du général Edme Dejean.
D'abord élève de l'École polytechnique, puis de l'École nationale des ponts et chaussées, il est en poste en Bourgogne, puis dans le Calvados.
Puis il se fait mettre en congé de 1852 à 1869, pour passer à la Compagnie des chemins de fer du Midi de ses oncles, les frères Pereire. Il dirige, en tant qu'ingénieur en chef, la construction du tunnel de La Réole et de la ligne Agen à Perpignan de 1855 à 1857. Il est ensuite chargé de la construction du pont de chemin de fer de Bordeaux (1858-1860) (dite passerelle Eiffel), des gares de Bordeaux-Saint-Jean et de Bordeaux-Brienne.
Dans ce même temps, il dresse les plans de la Ville d'Hiver d'Arcachon, du casino Mauresque, de la gare d'Arcachon, du Buffet Chinois de cette gare, du Grand Hôtel d'Arcachon et d'une trentaine de villas dans Arcachon.
De 1864 à 1868, il dirigea la construction de la ligne d'Agen à Tarbes et l'édification du pont à Saint-Pierre-de-Gaubert sur la Garonne à Boé.
Il réintégra finalement le corps des Ponts & Chaussées, le 1er janvier 1869. Il travailla alors à la construction du bassin à flot n°1 de Bordeaux-Bacalan jusqu'en 1874, année où la maladie qui devait l'emporter le contraignit à se faire mettre en congé.
Il avait été membre du conseil général de la Corrèze de 1864 à 1870.
Il est mort à Bordeaux le 24 août 1879.

## Œuvres architecturales
- 1860 : La passerelle Eiffel ou passerelle Saint-Jean à Bordeaux.
- 1862 : La Villa Toledo, la Villa Brémontier... dans la Ville d'Hiver d'Arcachon
- 1863 : Le Casino Mauresque, l'observatoire Sainte-Cécile et la passerelle Saint-Paul dans la Ville d'Hiver d'Arcachon. Ces deux derniers ouvrages sont des structures métalliques réalisées en collaboration avec Gustave Eiffel.

## Publications
Paul Régnauld était aussi un cartographe et a ainsi réalisé une carte du bassin d'Arcachon traçant le trajet d'une quinzaine d'excursions autour de la ville. Cette carte a été publiée en 1880 dans un ouvrage intitulé Guide de l'étranger.